# Temporada 2005-06 da PSL
A Premier Soccer League 2005-2006 foi a 10º edição da Premier Soccer League, principal competição de futebol da África do Sul. A liga teve a participação de 16 clubes.
O Mamelodi Sundowns foi o campeão com seu rival o Orlando Pirates segundo. 